# Elisabet Kristina av Braunschweig
Elisabet Kristina av Braunschweig-Lüneburg, född den 8 november 1746 i Wolfenbüttel, död den 18 februari 1840 i Stettin, var en preussisk kronprinsessa, gift 1765-1769 med kronprins Fredrik Vilhelm (II).

## Biografi
Född som dotter till hertig Karl I av Braunschweig-Lüneburg och prinsessan Filippa Charlotta av Preussen valdes hon av kung Fredrik den store till brud åt hans brorson och tronarvinge Fredrik och giftes bort 14 juli 1765. Hennes make var otrogen och ignorerade henne, och då deras barn visade sig ha kvinnligt kön, började även Elisabet att vara otrogen och ha förhållanden med musiker och officerare vid hovet i Potsdam. 
År 1769 blev hon gravid och försökte rymma med sin älskare Pietro, men arresterades. Hennes otrohet uppfattades som betydligt värre än hennes makes, då kung Fredrik II och hertigen av Braunschweig-Lüneburg såg varje misstanke mot den ärftliga tronföljden som oacceptabel: hon genomgick en abort, äktenskapet upplöstes på några dagar, hennes make giftes bort med en ny brud, Fredrika Louise av Hessen-Darmstadt, och Elisabet fängslades som statsfånge i Stettin för resten av sitt liv under bevakning av en släkting. Hon tilläts dock behålla sin titel. Kung Fredrik II skrev i sina memoarer att hennes makes utsvävande livsföring med dagliga äktenskapsbrott och Elisabets egna starka självkänsla fått henne att hämnas på maken, med katastrofala konsekvenser och offentlig skandal.
Från år 1774 tilläts hon tillbringa somrarna på ett annat gods i Jasenitz utanför Stettin, men fortfarande som fånge. Efter Fredrik den stores död 1786 slappnade bevakningen något, men hon hölls fortfarande i förvar. Den enda medlem av kungahuset som besökte henne var hennes tidigare makes sonson, den blivande kungen Fredrik Vilhelm IV. Då Napoleon ockuperade Stettin flyttade hon till en egendom utanför staden. Hon lät uppföra ett eget mausoleum, eftersom hon inte ville bli begraven bland sina släktingar i Braunschweig. Efter att parken övergått i privat ägo flyttades 1849 hennes kvarlevor till Stettins slottskyrka och under 1900-talet sedermera till Wawelkatedralen i Kraków.
Hon fick ett officiellt barn: Fredrika Charlotta av Preussen, senare gift med Fredrik, hertig av York och Albany, en av de yngre sönerna till Georg III av Storbritannien.